# Young Sánchez
Young Sánchez es una película española dirigida por Mario Camus y protagonizada por Julián Mateos. Fue rodada en 1963 y estrenada el 3 de junio de 1964. 
Está basada en el mundo del boxeo, influida por películas como Más dura será la caída o El ídolo de barro, con un retrato de ambiente convincente.
El guion toma como base un cuento breve de Ignacio Aldecoa, amigo del propio director, pero desarrolla la trama mucho más que el cuento.

## Sinopsis
Paco Sánchez es un joven trabajador mecánico de Hospitalet de Llobregat que trabaja en una fábrica. Asimismo entrena como boxeador con el veterano púgil Paulino y su amigo Conca. Tras algunos triunfos como amateur, intenta pasar al boxeo profesional de la mano del promotor corrupto Rafael Carrasco.

## Reparto
- Julián Mateos - Paco Sánchez
- Luis Romero - El preparador
- Carlos Otero - Conca
- Sergio Doré - Rafael Carrasco
- Consuelo de Nieva - La madre de Paco
- Luis del Pueblo - Fermín Olivera
- Luis Ciges - El padre de Paco
- Berta Carbonell - Mercedes
- Nieves Correa
- Miquel Graneri - Agustín
- Manuel Bronchud - Velasco
- Juan Torres - Eduardo
- Mari Martel
- José F. Rivelles
- Montserrat Porta
- Fernando Rubio - Ayudante de Don Rafael
- Alejo del Peral - Periodista
- José Manuel Pinillos
- José María Cases
- Armando Muriel - Don Luis
- José Valdés
- Ermanno Bonetti - Paulino
- José Miguel Sánchez Merayo - Luis Díaz
- Jaime Aparici - Boxeador
- Pancho Martínez - Boxeador
- Felipe Alayeto - Boxeador
- José López Giménez - Boxeador
- Alberto Alsinet - Boxeador
- Vicente Ferrando (Ferrando 'El Tigre de Elche') - Boxeador
- Ernesto Ruiz Bueno - Boxeador
- Biarne Lindquist - Boxeador
- Manuel Ruiz - Casimiro
- Francisco Martínez Larroya

## Premios
- Medallas del Círculo de Escritores Cinematográficos

| Año  | Categoría   | Película      | Resultado |
| ---- | ----------- | ------------- | --------- |
| 1963 | Mejor actor | Julián Mateos | Ganadora  |

- Fotogramas de Plata al mejor intérprete de cine español (1964): Julián Mateos